# Tomo Miličević
Tomislav Miličević, detto Tomo (Sarajevo, 3 settembre 1979), è un musicista bosniaco naturalizzato statunitense.
È il fratello minore della modella e attrice Ivana Miličević ed è famoso per essere stato il chitarrista del gruppo musicale statunitense Thirty Seconds to Mars dal 2003 al 2018.

## Biografia

### Le origini
I suoi genitori, Damir, imprenditore, e Tonka, casalinga ed imprenditrice, decisero di emigrare negli Stati Uniti, dapprima a Troy, nel Michigan, e poi a Seattle, nella speranza di garantire ai figli una vita migliore. Ha una sorella, Ivana (attrice), e un fratello, Filip. Miličević stesso, in un'intervista, dichiara che, se fosse rimasto in Bosnia, avrebbe dovuto arruolarsi a 16 anni e combattere in prima linea a 17. I suoi genitori, quando Miličević aveva 18 anni, aprirono un ristorante a Los Angeles. Suo zio, Bill Miličević, è un virtuoso violinista e possiede il Ph.D della Scuola di Musica dell'università del Michigan. Negli Stati Uniti Tomo coltiva le sue passioni: la musica e la cucina.

### Carriera
Miličević ha iniziato a suonare il violino a tre anni con l'intento di diventare un violinista professionista, finché, a diciotto anni, si appassionò all'heavy metal scoprendo gli Iron Maiden.
Appassionato e ottimo conoscitore della scena rock e metal statunitense e internazionale, comincia a suonare la chitarra, e ne costruisce una con l'aiuto del padre. Miličević ha suonato come chitarrista professionista per diversi anni. Ha iniziato a scrivere la propria musica a 17 anni, cosa che ha contribuito al suo stile musicale particolare.
Miličević descrive la sua musica rock, e le sue influenze musicali includono Led Zeppelin, Deep Purple, i Metallica di Kill 'Em All , The Who, Alice in Chains e Slayer.
In poco tempo diventa un chitarrista di ottimo livello ed entra in una band locale, i Morphic. Nel frattempo Tomo frequenta una scuola per cuochi e si diploma come chef, specializzato in dolci. Dopo un paio di anni decide di lasciare il gruppo e di mettere in vendita tutti i suoi strumenti.
Proprio in questo periodo, Shannon Leto gli comunica che i Thirty Seconds to Mars stanno cercando un nuovo chitarrista per sostituire Solon Bixler. Tomo era un grande fan della band dall'inizio della loro carriera. Miličević superò le audizioni, battendo così oltre 200 aspiranti. Cinque giorni dopo, il 3 febbraio 2003 ci fu la sua prima apparizione pubblica con i Thirty Seconds to Mars, quando si esibisce con Jared Leto, Shannon Leto e Matt Wachter al Late Late Show condotto da Craig Kilborn.
La prima chitarra che costruì insieme al padre viene usata in A Modern Myth dell'album A Beautiful Lie dei Thirty Seconds to Mars, il primo a cui Tomo partecipò. In un'intervista affermò che dopo aver registrato, chiamò suo padre per comunicargli che aveva usato la loro chitarra.
Dopo aver finito il loro Welcome to the Universe Tour, i Thirty Seconds to Mars partecipano insieme ad altri artisti al Taste of Chaos, tour nel quale Tomo si esibisce da chitarrista headliner.
Il 28 gennaio 2007 la band inizia l'A Beautiful Lie World Tour, suonando in Europa, Australia e Asia, fino al 1º dicembre 2007. Finito l'A Beautiful Lie European Tour del 2008, la band annuncia di aver iniziato a lavorare al suo terzo album. In un articolo di Kerrang! la band e Tomo annunciano che il titolo del loro terzo album sarà This Is War, che viene pubblicato il 30 ottobre 2008. Dalla registrazione di This Is War, Tomo suona anche il basso, alternandosi insieme a Jared< Leto. Nel 2008 Miličević ha inoltre coprodotto l'album dei Death Pilot.
Nel dicembre 2011 Tomo entra a far parte, insieme ai compagni di band Jared e Shannon Leto, nel Guinness dei Primati, diventando la band con più concerti tenuti per un solo tour.
Nel 2013 esce il quarto album in studio dei Thirty Seconds to Mars, il terzo realizzato con Tomo, intitolato Love, Lust, Faith and Dreams.
Nel 2018, subito dopo aver concluso le registrazioni del suo quarto album con i Thirty Seconds to Mars intitolato America, Tomo annuncia di aver lasciato la band in termini amichevoli, senza però indicare particolari motivi ma scrivendo solo che «è la miglior scelta sia per me che per la band».

## Strumentazione
- Chitarra: Gibson Les Paul Custom nera
- Pickups: 490R Alnico magnet humbucker, 498T Alnico magnet humbucker
- Tuners: Grover Keystone

## Discografia

### Album in studio
- 2005 - A Beautiful Lie
- 2009 - This Is War
- 2013 - Love, Lust, Faith and Dreams
- 2018 - America

### EP
- 2007 - AOL Sessions Undercover
- 2008 - To the Edge of the Earth
- 2011 - MTV Unplugged